# Ins Offene
Ins Offene ist ein 1998 erschienener Roman von Karl-Heinz Ott.
Der etwa dreißigjährige Ich-Erzähler berichtet in dem autobiografischen Werk, wie er sich auf den Weg zu seiner sterbenden Mutter macht und dabei seine eigene Kindheit und das Verhältnis zu seiner Heimat und seiner Mutter reflektiert.

## Inhalt
Ein Assistenzarzt hat den Erzähler darüber informiert, dass die im Krankenhaus liegende Mutter nur noch wenige Wochen zu leben hat. Sie ist an die siebzig Jahre alt und an Bauchspeicheldrüsenkrebs erkrankt, kennt aber selbst ihre Diagnose nicht. Der  Erzähler macht sich auf den Weg in sein oberschwäbisches Heimatdorf an der Donau, um ihr in ihren letzten Tagen nahe zu sein.
Während er über die Dörfer fährt und später am Krankenbett der Mutter erinnert er sich an seine Kindheit, die von dörflicher Enge, strengem Katholizismus und ländlicher Arbeit und Kargheit geprägt war und die überwiegend negative Assoziationen bei ihm hervorruft. Aber auch positive Stimmungen des ländlichen Lebens werden in anschaulichen und atmosphärischen Erinnerungsbildern nachgezeichnet und der Begriff der Heimat befragt. Zitat: „Dennoch gibt es flüchtige Bilder von Heimat: den nachtblauen Sternenhimmel, die trägen Wintertage in der hinteren Stube (…), die Apfelkisten im oberen Flur, die Flaschen mit dem selbstgemachten Johannisbeersaft in den wackligen Kellerregalen, die Eisblumen am morgendlichen Abortfenster, die Krokusse und Narzissen im Frühlingsgarten (…).“
Das Verhältnis zur Mutter war für den Erzähler immer gespannt, schwankend zwischen Liebe und dem Gefühl der Abhängigkeit und einem daraus resultierenden Hass. Nachdem er als außereheliches Kind zur Welt gekommen war, hatten er und seine Mutter lange Zeit einen schweren Stand in der dörflichen Gemeinschaft. Oft vermittelte ihm die Mutter das Gefühl, er sei schuld an ihrem Leiden, und erzeugte in ihm ein schlechtes Gewissen. Als Kind litt er an Asthma. Den Tod seiner Mutter sieht er mit gemischten Gefühlen kommen. Einerseits verspricht er sich davon eine Befreiung aus der als beengend empfundenen Beziehung, andererseits fürchtet er sich vor dem Gefühl, endgültig verlassen und in der Welt allein zu sein.
Nachdem die Mutter gestorben ist, sitzt er an ihrem Totenbett und denkt über den Tod und das Leben nach, wobei eine eher pessimistische Lebenssicht zum Ausdruck kommt. Zitat: „Ein Leichnam offenbart die erbärmliche Hilflosigkeit des menschlichen Leibes […] Der tote Leib versinnbildlicht im Nachhinein das durch nichts zu beschönigende Leben und zeigt das Grauen einer Einsamkeit, an dem er nicht mehr leidet.“

## Auszeichnungen
Für Ins Offene erhielt Ott den Förderpreis des Friedrich-Hölderlin-Preises der Stadt Bad Homburg und den Thaddäus-Troll-Preis.

## Ausgaben
- Erstveröffentlichung: Residenz Verlag, Salzburg und Wien 1998.
- Hoffmann und Campe Verlag, Hamburg 2006.
- Deutscher Taschenbuch Verlag (dtv), Hamburg 2010, ISBN 978-3-423-13868-0.
- Französische Übersetzung: Que s’ouvre l’horizon. Übersetzt von Françoise Kenk, Phébus, Paris 2010.